# Martin Bashir

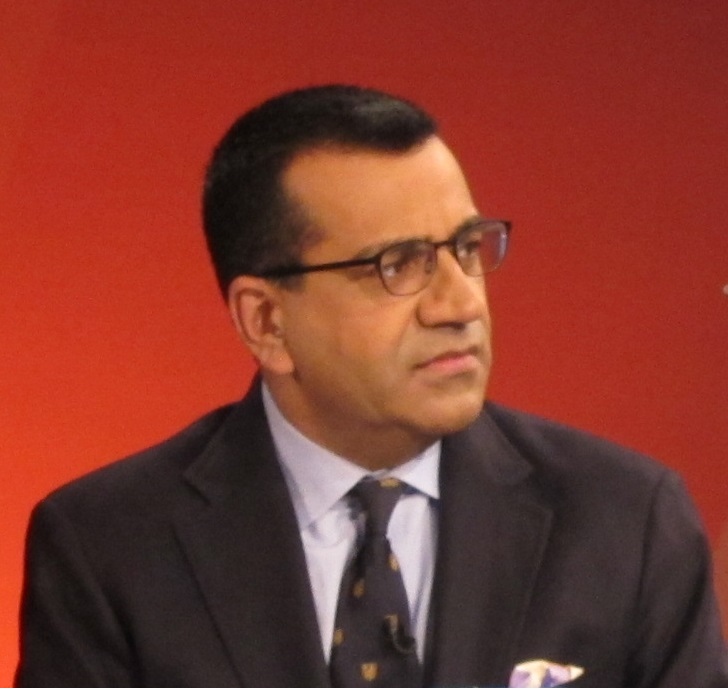
Martin Bashir (2012)

Martin Bashir (* 19. Januar 1963 in London) ist ein britischer Journalist.

## Leben
Bashir arbeitete ab 1986 für die BBC, vorzugsweise als Redakteur für die Sendung Panorama. Internationale Bekanntheit erlangte er 1995 mit der Dokumentation An Interview with H.R.H. the Princess of Wales mit der 1997 verstorbenen Prinzessin Diana, in welchem er ihr zahlreiche Details aus ihrem Privatleben mit dem Thronerben Charles, der Scheidung von ihm, ihren Affären sowie ihrer Bulimie entlockte. Die Fernsehausstrahlung löste weltweites Aufsehen aus, verschaffte Bashir allerdings auch Zugang zu weiteren Prominenteninterviews, unter anderem mit Jeffrey Archer.
Nach 1999 wechselte Bashir zum Konkurrenzsender ITV, zog 2003 jedoch in die Vereinigten Staaten. Dort arbeitete er von 2004 an abwechselnd als Moderator und Kommentator, vor allem für ABC im Rahmen der Sendung Nightline und das Ereignisprogramm von NBC. Beim Nachrichtensender MSNBC moderierte er zudem bis 2013 seine eigene nach ihm benannte Sendung.
2016 kehrte Bashir als Korrespondent zur BBC zurück, beendete 2021 jedoch aus gesundheitlichen Gründen seine Karriere.
Bashir lebt zurückgezogen mit seiner Frau Deborah, mit der er drei Kinder hat, auf einem Anwesen in Winchester.

## Vorwürfe

### Vorwürfe zum Prinzessin-Diana-Interview
Die Mail on Sunday enthüllte im April 1996, dass sich Bashir mit Hilfe von gefälschten Dokumenten Zugang zu Prinzessin Diana verschafft hatte, um sie zum Fernsehinterview vom 20. November 1995 zu überreden. 2020 äußerte Dianas Bruder Charles Spencer den Verdacht, Bashir habe sich die Gunst Dianas mittels gefälschter Kontoauszüge erschlichen. Diese sollten den Eindruck erwecken, Personen seien dafür bezahlt worden, Informationen über die britische Kronprinzessin preiszugeben. Die BBC strengte eine unabhängige Untersuchung an und gab bekannt, über eine handschriftliche Originalnotiz von Diana zu verfügen. In dieser gebe sie an, die gefälschten Dokumente hätten keine Rolle für ihre Entscheidung gespielt, der BBC ein Interview zu geben.
Am 20. Mai 2021 veröffentlichte die BBC den vom ehemaligen ranghohen Richter John Dyson erstellten Untersuchungsbericht; demnach hat Bashir Diana und ihren Bruder Charles Spencer mit gefälschten Unterlagen getäuscht. Dianas Söhne kritisierten die BBC scharf. Michael Grade, ehemaliger Vorsitzender der BBC, forderte daraufhin einen tiefgreifenden Wandel. Plattitüden, wie sie die BBC in ihrer Entschuldigung ausgesprochen habe, reichten nicht aus. Der Skandal sei der Beweis, dass das jetzige System nicht funktioniere.

### Vorwürfe zum Michael-Jackson-Interview
2003 erschien bei ITV die Produktion Living with Michael Jackson, die auf ausführlichen und von Mai 2002 bis Januar 2003 geführten Interviews Bashirs mit dem Musiker basierte. Kritiker warfen Bashir vor, er habe nicht die gebotene Fairness walten lassen. Insbesondere habe er Passagen gezielt herausgeschnitten, um den Eindruck entstehen zu lassen, Jackson wäre für seine drei Kinder kein verantwortungsvoller Vater und hätte ein gestörtes Verhältnis zu seiner Sexualität. Dass die Produktion tatsächlich zu Jacksons Nachteil geschnitten wurde, belegte die Zeugenaussage des Cutters Hamid Moleshi im Kreuzverhör im Prozess gegen Jackson. Bashir wiederum berief sich auf die Pressefreiheit und beschuldigte Jackson, nachträglich einen Feldzug gegen ihn zu führen.
Jackson und der Sender FOX legten die Dokumentation The Michael Jackson Interview: The Footage You Were Never Meant to See nach, die auf Material basierte, das Jacksons eigenes Kamerateam während Bashirs Interviews aufgenommen hatte. Jackson stellte seinen Mitschnitt zur Verfügung, um zu beweisen, dass Bashirs Produktion verfälschend zusammengeschnitten worden war.